# MINI Clubman
O Clubman é uma station wagon da MINI, marca pertencente do construtor alemão BMW. Este modelo conta com a singularidade de ter seis portas (duas dão acesso à bagageira) enquanto que, lateralmente, há uma porta adicional do lado direito do automóvel. Este modelo é a reedição das antigas peruas Mini, da década de 1960.
Para o futuro, a Mini mostrou no ano de 2014 a Clubman VIsion Concept, que representa um salto importante em termos de dimensões face aos modelos até então usados, possuindo uma habitabilidade mais generosa.
De forma a antecipar a nova Clubman e o Mini John Cooper Works, a marca lançou um modelo específico para o jogo de corridas de automóveis GT6, dos consoles Sony Playstation. Na época, foi lançada uma atualização que adicionava a nova perua às garagens de milhões de utilizadores de todo o mundo. O automóvel disponível para o jogo possuia motor com 395 cv de potência e atingia os 290 km/h de velocidade máxima.

## Segunda geração da Mini Clubman
A estreia da segunda geração da Mini Clubman acontecerá no Salão do Automóvel de Frankfurt de 2015. Este novo modelo continuará a ter seis portas (duas de acesso à bagageira). Graças à partilha da base com o atual Mini Five Door a nova carrinha Clubman será maior e mais espaçosa. Atualmente o Mini Clubman usa motores One de 102 cv, One D de 116 cv, Cooper de 136 cv, Cooper D de 150 cv, Cooper SD de 190 cv e Cooper S de 192 cv. Usa a plataforma do BMW Série 2 Grantourer.

## Galeria
- Primeira geração (2007-2014)
- Segunda geração (2015-presente)